# Geografía de Eslovaquia
Eslovaquia (nombre local, Slovenska Republika) es un estado centroeuropeo miembro de la Unión Europea (UE). Eslovaquia no tiene costa, hace frontera con Polonia (norte), República Checa y Austria (oeste), Hungría (sur), y en el este hace frontera con un estado extracomunitario: Ucrania.

## Geografía física

### Relieve

Principales accidentes geográficos de Eslovaquia.

Eslovaquia puede dividirse en dos partes o regiones. La primera es la parte Norte y centro, que es montañosa por comprender la vertiente meridional de los Cárpatos, que atraviesan Eslovaquia de oeste a este. Los Cárpatos se dividen en varias sierras: Pequeños Cárpatos, Cárpatos Blancos, Alto Tatra zona central más elevada, que es muy popular para esquiar y alberga hermosos paisajes con lagos y valles, así como el punto más alto de Eslovaquia, el Gerlachovský štít con 2.655 m s. n. m.; Bajo Tatra, Gran y Pequeño Tatra y los montes Metálicos eslovacos. Otra montaña destacada de los Tatra orientales es el Rysy (2.499 m), que está en la frontera con Polonia. 
La segunda región es la meridional, occidental y oriental, predominantemente llana, pues forma parte de la llanura danubiana o llanura panónica y es donde está desarrollada la agricultura. El Danubio y sus diferentes afluentes bañan esta región.

### Ríos

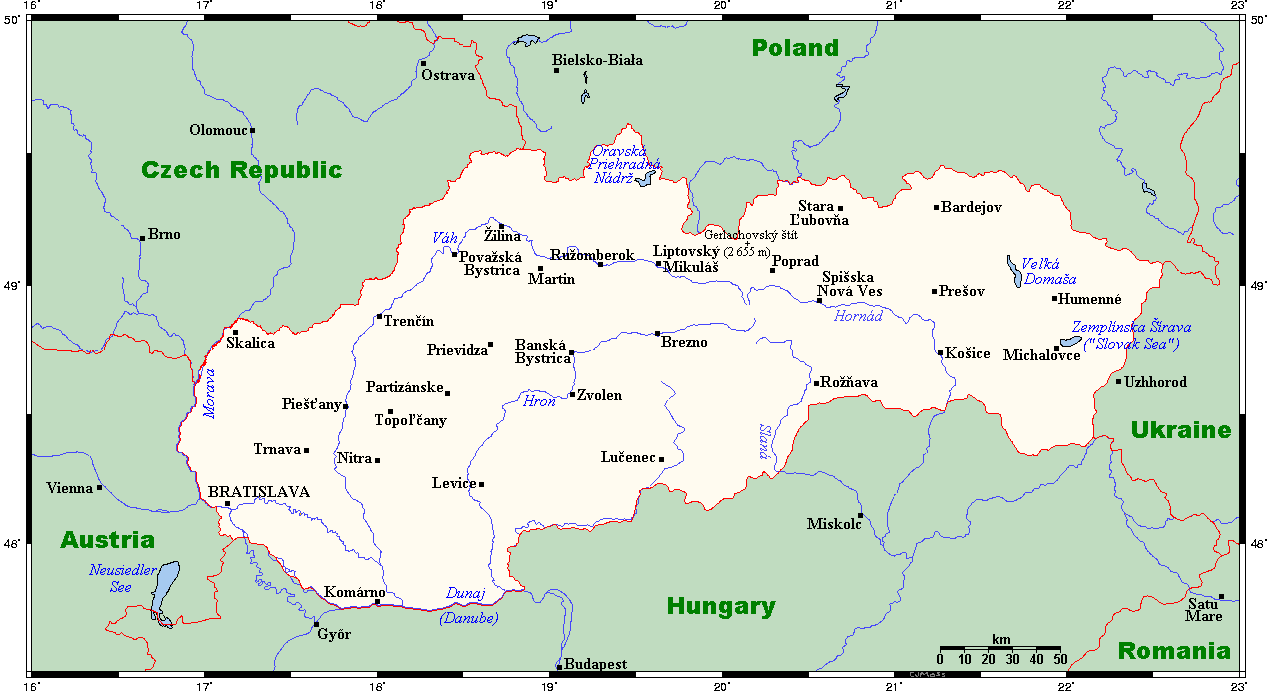
Ríos de Eslovaquia.

El río principal es el Danubio, y la inmensa mayoría de los ríos de Eslovaquia pertenecen a su cuenca. Solo algunos del extremo norte pertenecen a la vertiente del mar Báltico. Aparte del Danubio, son importantes el Váh, Hron, Nitra, Hornad, Ipel (que está en la frontera con Hungría), Tisza (en la frontera con Hungría y con Ucrania) y el Ondava, afluente del Tisza. Véase la siguiente relación de ríos y sus correspondientes desembocaduras: 
- Río Danubio (mar Negro);

- río Váh (afluente del Danubio);
- río Nitra (afluente del Danubio);
- río Hron (afluente del Danubio);

- río Slana (Keleti-föcsatorna);
- río Hornad (Keleti-föscatorna);

- río Torysa (afluente del Hornad);

- río Ondava (Keleti-föscatorna);

- río Uh (afluente del Ondava);
- río Topl'a (afluente del Ondava);
- río Laborec (afluente del Ondava);

- río Poprad (Dunajec);

### Clima
El clima en Eslovaquia es continental, con veranos largos y relativamente cálidos e inviernos muy fríos, nublados y húmedos. Llueve más en las zonas montañosas (1 400 mm al año) que en la llanura (600 mm anuales).

#### Clima de tierras bajas
Predominio de las influencias oceánicas
La temperatura media anual es de unos 9-10 °C. La temperatura media del mes más caluroso es de unos 20 °C y la temperatura media del mes más frío es superior a -3 °C. Este tipo de clima se produce en las llanuras de Záhorská y Podunajská. Es el típico clima de la capital, Bratislava. 
| Parámetros climáticos promedio de Bratislava, capital de Eslovaquia | Parámetros climáticos promedio de Bratislava, capital de Eslovaquia | Parámetros climáticos promedio de Bratislava, capital de Eslovaquia | Parámetros climáticos promedio de Bratislava, capital de Eslovaquia | Parámetros climáticos promedio de Bratislava, capital de Eslovaquia | Parámetros climáticos promedio de Bratislava, capital de Eslovaquia | Parámetros climáticos promedio de Bratislava, capital de Eslovaquia | Parámetros climáticos promedio de Bratislava, capital de Eslovaquia | Parámetros climáticos promedio de Bratislava, capital de Eslovaquia | Parámetros climáticos promedio de Bratislava, capital de Eslovaquia | Parámetros climáticos promedio de Bratislava, capital de Eslovaquia | Parámetros climáticos promedio de Bratislava, capital de Eslovaquia | Parámetros climáticos promedio de Bratislava, capital de Eslovaquia | Parámetros climáticos promedio de Bratislava, capital de Eslovaquia |
| Mes                                                                 | Ene.                                                                | Feb.                                                                | Mar.                                                                | Abr.                                                                | May.                                                                | Jun.                                                                | Jul.                                                                | Ago.                                                                | Sep.                                                                | Oct.                                                                | Nov.                                                                | Dic.                                                                | Anual                                                               |
| ------------------------------------------------------------------- | ------------------------------------------------------------------- | ------------------------------------------------------------------- | ------------------------------------------------------------------- | ------------------------------------------------------------------- | ------------------------------------------------------------------- | ------------------------------------------------------------------- | ------------------------------------------------------------------- | ------------------------------------------------------------------- | ------------------------------------------------------------------- | ------------------------------------------------------------------- | ------------------------------------------------------------------- | ------------------------------------------------------------------- | ------------------------------------------------------------------- |
| Temp. máx. media (°C)                                               | 2                                                                   | 4                                                                   | 9                                                                   | 16                                                                  | 21                                                                  | 24                                                                  | 26                                                                  | 26                                                                  | 22                                                                  | 15                                                                  | 8                                                                   | 4                                                                   | 14.8                                                                |
| Temp. mín. media (°C)                                               | -3                                                                  | -2                                                                  | 1                                                                   | 6                                                                   | 11                                                                  | 14                                                                  | 16                                                                  | 16                                                                  | 12                                                                  | 7                                                                   | 3                                                                   | 0                                                                   | 6.8                                                                 |
| Precipitación total (mm)                                            | 36                                                                  | 41                                                                  | 38                                                                  | 36                                                                  | 57                                                                  | 71                                                                  | 62                                                                  | 62                                                                  | 37                                                                  | 40                                                                  | 53                                                                  | 50                                                                  | 583                                                                 |
| [cita requerida]                                                    |                                                                     |                                                                     |                                                                     |                                                                     |                                                                     |                                                                     |                                                                     |                                                                     |                                                                     |                                                                     |                                                                     |                                                                     |                                                                     |

Clima de tierras bajas con predominio de las influencias continentales
La temperatura media anual es de unos 8-9 °C . La temperatura media del mes más caluroso es de unos 19 °C y la temperatura media del mes más frío es inferior a -3 °C. Este tipo de clima se puede encontrar en la Košická kotlina y Východoslovenská nížina. Es el clima típico de la ciudad de Košice. 
| Parámetros climáticos promedio de Košice | Parámetros climáticos promedio de Košice | Parámetros climáticos promedio de Košice | Parámetros climáticos promedio de Košice | Parámetros climáticos promedio de Košice | Parámetros climáticos promedio de Košice | Parámetros climáticos promedio de Košice | Parámetros climáticos promedio de Košice | Parámetros climáticos promedio de Košice | Parámetros climáticos promedio de Košice | Parámetros climáticos promedio de Košice | Parámetros climáticos promedio de Košice | Parámetros climáticos promedio de Košice | Parámetros climáticos promedio de Košice |
| Mes                                      | Ene.                                     | Feb.                                     | Mar.                                     | Abr.                                     | May.                                     | Jun.                                     | Jul.                                     | Ago.                                     | Sep.                                     | Oct.                                     | Nov.                                     | Dic.                                     | Anual                                    |
| ---------------------------------------- | ---------------------------------------- | ---------------------------------------- | ---------------------------------------- | ---------------------------------------- | ---------------------------------------- | ---------------------------------------- | ---------------------------------------- | ---------------------------------------- | ---------------------------------------- | ---------------------------------------- | ---------------------------------------- | ---------------------------------------- | ---------------------------------------- |
| Temp. máx. media (°C)                    | 0                                        | 3                                        | 8                                        | 16                                       | 21                                       | 24                                       | 26                                       | 26                                       | 21                                       | 14                                       | 8                                        | 3                                        | 14.2                                     |
| Temp. mín. media (°C)                    | -7                                       | -7                                       | -2                                       | 3                                        | 8                                        | 12                                       | 14                                       | 14                                       | 9                                        | 3                                        | 0                                        | -4                                       | 3.6                                      |
| Precipitación total (mm)                 | 28                                       | 33                                       | 29                                       | 36                                       | 61                                       | 86                                       | 94                                       | 79                                       | 46                                       | 36                                       | 52                                       | 40                                       | 620                                      |
| [cita requerida]                         |                                          |                                          |                                          |                                          |                                          |                                          |                                          |                                          |                                          |                                          |                                          |                                          |                                          |

#### Clima de las cuencas
La temperatura media anual es de entre 5 °C y 8,5 °C. La temperatura media del mes más caluroso es entre 15 °C y 18,5 °C y la temperatura media del mes más frío está entre -3 °C y -6 °C. Este clima se puede encontrar en casi todas las cuencas en Eslovaquia. Por ejemplo Podtatranská kotlina, Žilinská kotlina, Turčianska kotlina, Zvolenská kotlina. Es el clima típico de las ciudades de Poprad y Sliač.
| Parámetros climáticos promedio de Poprad | Parámetros climáticos promedio de Poprad | Parámetros climáticos promedio de Poprad | Parámetros climáticos promedio de Poprad | Parámetros climáticos promedio de Poprad | Parámetros climáticos promedio de Poprad | Parámetros climáticos promedio de Poprad | Parámetros climáticos promedio de Poprad | Parámetros climáticos promedio de Poprad | Parámetros climáticos promedio de Poprad | Parámetros climáticos promedio de Poprad | Parámetros climáticos promedio de Poprad | Parámetros climáticos promedio de Poprad | Parámetros climáticos promedio de Poprad |
| Mes                                      | Ene.                                     | Feb.                                     | Mar.                                     | Abr.                                     | May.                                     | Jun.                                     | Jul.                                     | Ago.                                     | Sep.                                     | Oct.                                     | Nov.                                     | Dic.                                     | Anual                                    |
| ---------------------------------------- | ---------------------------------------- | ---------------------------------------- | ---------------------------------------- | ---------------------------------------- | ---------------------------------------- | ---------------------------------------- | ---------------------------------------- | ---------------------------------------- | ---------------------------------------- | ---------------------------------------- | ---------------------------------------- | ---------------------------------------- | ---------------------------------------- |
| Temp. máx. media (°C)                    | -1                                       | 2                                        | 6                                        | 12                                       | 17                                       | 20                                       | 22                                       | 22                                       | 18                                       | 13                                       | 5                                        | 1                                        | 11.4                                     |
| Temp. mín. media (°C)                    | -9                                       | -7                                       | -4                                       | 1                                        | 5                                        | 8                                        | 10                                       | 9                                        | 6                                        | 2                                        | -2                                       | -7                                       | 1                                        |
| Precipitación total (mm)                 | 23                                       | 25                                       | 27                                       | 43                                       | 74                                       | 90                                       | 68                                       | 68                                       | 49                                       | 38                                       | 45                                       | 29                                       | 579                                      |
| [cita requerida]                         |                                          |                                          |                                          |                                          |                                          |                                          |                                          |                                          |                                          |                                          |                                          |                                          |                                          |

#### Clima de montaña
La temperatura media anual es inferior a 5 °C. La temperatura media del mes más cálido es inferior a 15 °C y la temperatura media del mes más frío es inferior a -5 °C. Este tipo de clima se produce en las montañas y en algunas aldeas en los valles de Orava y Spiš.

### Medio ambiente

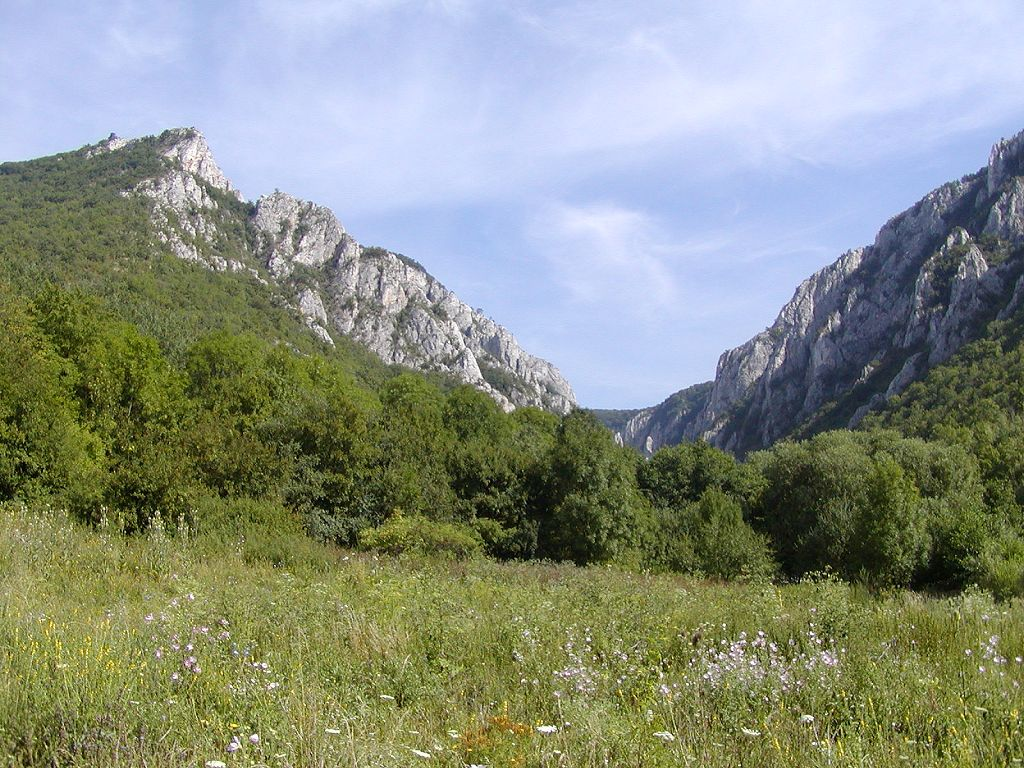
Cañón de Zadiel, en el karst eslovaco, Eslovaquia.

WWF divide el territorio de Eslovaquia entre dos ecorregiones: el bosque montano de los Cárpatos en las montañas del norte y el bosque mixto de Panonia en las tierras bajas del sur. Conforme a la normativa de la Unión Europea, el territorio de este país se divide en dos regiones biogeográficas: panónica y alpina en los Cárpatos. Destacan en su patrimonio natural dos sitios patrimonio de la Humanidad declarados por la Unesco: los Bosques primarios de hayas de los Cárpatos (2007), bien natural compartido con Ucrania y las Grutas kársticas de Aggtelek y del karst eslovaco (1995, 2000), compartido con Hungría. Cuenta con 4 reservas de la biosfera: Slovensky Kras (desde 1977), Poľana (desde 1990), Tatra (desde 1992, transfronterizo, compartido con Polonia) y los Cárpatos Blancos (desde 1998, transfronterizo, compartido con Polonia y Ucrania). 40.697 hectáreas están protegidas como humedales de importancia internacional al amparo del Convenio de Ramsar, en total, 14 sitios Ramsar. 
No hay riesgos naturales destacables. Sí que hay algunos problemas medioambientales: la contaminación del aire por las fábricas metalúrgicas supone un riesgo para la salud humana; la lluvia ácida daña los bosques.

## Geografía humana
La población de Eslovaquia es de 5,463.046 habitantes (est. julio de 2009), lo que da una densidad de 111,41 habitantes por kilómetro cuadrado. En su mayoría, son eslovacos (85,8%), pero existe una importante minoría húngara al sur (9,7%) y algunos ucranianos en el este (1%), además del 1,7% de gitanos (censo de 2001).

El idioma oficial es el eslovaco (83,9%), pero también se habla el húngaro 10,7%, el romaní 1,8%, ucraniano 1% y otros sin especificar 2,6% (censo de 2001).

En cuanto a la religión, los eslovacos son predominantemente católicos (68,9%), pero también hay protestantes 10,8%, católicos griegos (4,1%) y otras confesiones o sin especificar 3,2%, carece de religión el 13% (censo de 2001). 
La capital es Bratislava (en húngaro: Pozsony) con una población de 430.000 habitantes. Otras ciudades importantes son Košice (Kassa), Prešov (Eperjes), Nitra (Nyitra), Žilina (Zsolna), Banská Bystrica (Besztercebánya), Trnava (Nagyszombat) y Martin (Turócszentmárton).
Desde 1949 (excepto en el período 1990-1996) Eslovaquia ha estado subdividida en 8 "kraje" (singular - kraj, generalmente traducido por "regiones", que toman el nombre de su ciudad principal. Su número, fronteras y funciones han cambiado varias veces a lo largo de la historia.
Los "kraje" están subdivididos a su vez en "okresy" (singular - okres, generalmente traducidos por "distritos"). Existen actualmente 79 distritos en Eslovaquia.
| N.º | Región                    | Eslovaco             | Capital         |
| --- | ------------------------- | -------------------- | --------------- |
| 1   | Región de Bratislava      | Bratislavský kraj    | Bratislava      |
| 2   | Región de Trnava          | Trnavský kraj        | Trnava          |
| 3   | Región de Trenčín         | Trenčiansky kraj     | Trenčín         |
| 4   | Región de Nitra           | Nitriansky kraj      | Nitra           |
| 5   | Región de Žilina          | Žilinský kraj        | Žilina          |
| 6   | Región de Banská Bystrica | Banskobystrický kraj | Banská Bystrica |
| 7   | Región de Prešov          | Prešovský kraj       | Prešov          |
| 8   | Región de Košice          | Košický kraj         | Košice          |

## Geografía económica

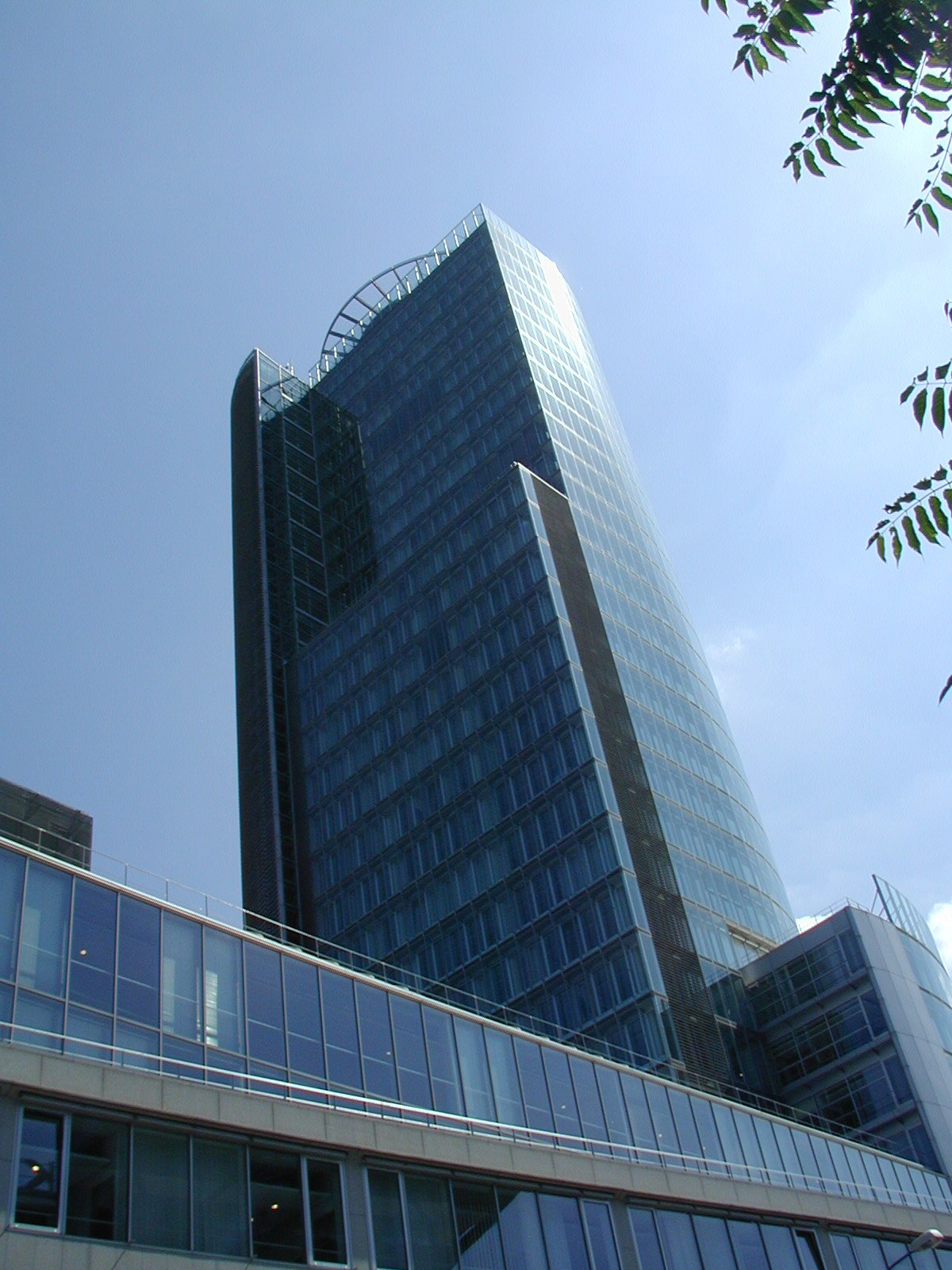
Banco Nacional de Eslovaquia en Bratislava

El PIB fue de 1,66 trillones de korunas eslovacas en 2006, lo que equivale a alrededor de 50 billones de euros o 71 billones de dólares estadounidenses, que es alrededor de 8.800 euros o 13 000 dólares per cápita. 
PIB por sector:
- Agricultura 3,6%
- Industria (materias primas, producción, energía, agua) 31,6%
- Servicios 64,8%

Las regiones occidentales están más desarrolladas que las orientales. En el año 2004, los mayores ingresos per cápita eran los 573.976 SK de la región de Bratislava, que era más del doble que la media nacional (251.814 SK). El PIB per cápita fue de 152.786 SK en la región de Prešov en el noreste, 60% del nacional.
Los campos cultivados ocupan el 29% de Eslovaquia. Las principales cosechas son trigo, cebada, maíz, remolacha azucarera y patata. La viticultura se extiende en las regiones meridionales, principalmente alrededor de los Cárpatos Pequeños, las tierras bajas danubianas y la región de Tokaj. También se cría ganado vacuno, cerdos y ovejas.
La industria ha decaído ligeramente después de la independencia; hoy, los principales sectores son las manufacturas, electrotécnico, químico, petróleo, acero, textil, alimentaria. En años recientes la industria automovilística está en auge, con fábricas en Bratislava, Trnava y Žilina. Otras ciudades industriales importantes son Trenčín, Prešov y Košice.

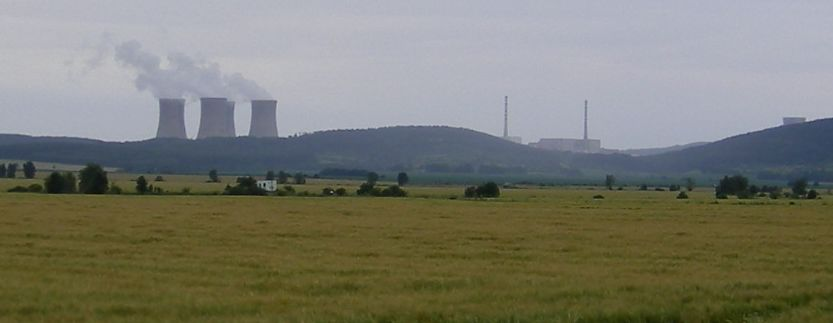
Central nuclear de Mochovce

Los combustibles fósiles, particularmente el petróleo y el gas, se importan. En 2004, la fuente de energía más importante eran las centrales nucleares (55.7%), ubicadas en Jaslovské Bohunice y Mochovce. Otra fuente de energía son las plantas hidroeléctricas (13,9%), estando la principal en el pantano de Gabčíkovo en el Danubio y otras en los ríos Váh, Slaná, Orava y Hornád. En 2005 Eslovaquia consumió 24,93 billones de kWh de electricidad.

## Áreas protegidas de Eslovaquia

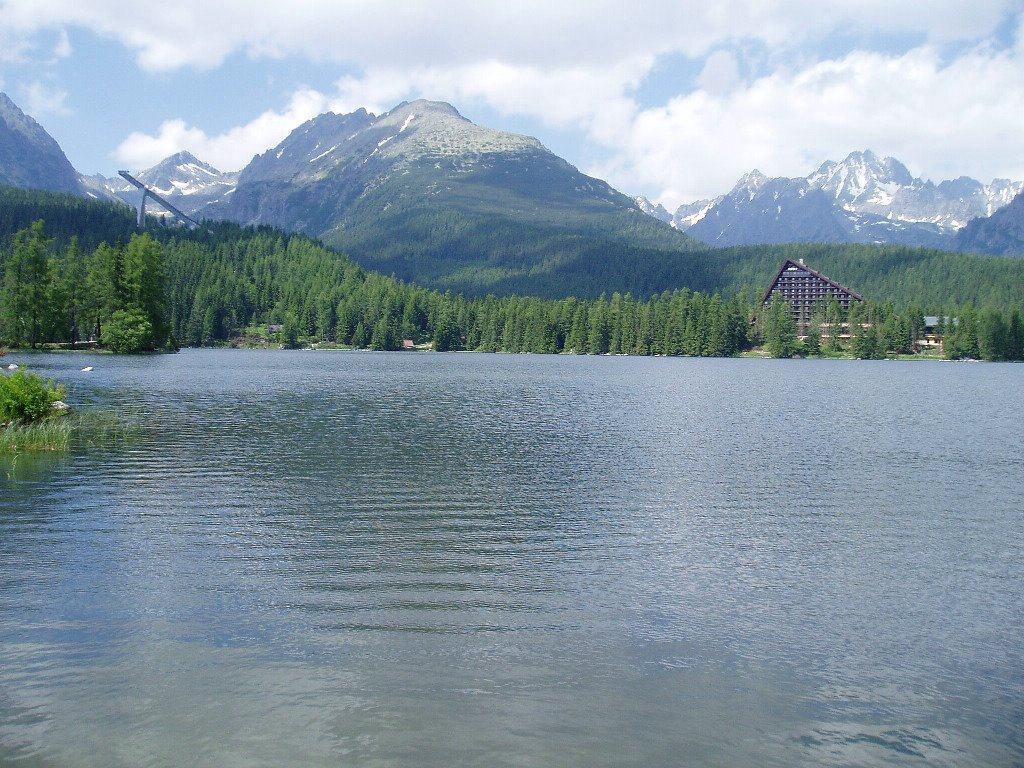
Parque nacional Tatra

Según la IUCN, en 2014, en Eslovaquia había 1969 áreas protegidas que cubrían 18.395 km2, el 37,59 % del territorio (48.961 km2). Estas se dividen en 9 parques nacionales, 200 reservas naturales nacionales, 447 reservas naturales privadas, 192 sitios protegidos privados, 55 monumentos naturales nacionales, 268 monumentos naturales privados, 14 áreas paisajísticas protegidas, 9 zonas colchón de los parques nacionales y 80 zonas colchón de las reservas, los monumentos naturales y los sitios protegidos. Además, hay 14 sitios Ramsar, 4 reservas de la biosfera de la Unesco y 2 sitios patrimonio de la humanidad.

### Parques nacionales
- Parque nacional de Veľká Fatra
- Parque nacional Malá Fatra
- Parque nacional de la Baja Tatra
- Parque nacional Muránska Planina
- Parque nacional de los Pieninos
- Parque nacional de Poloniny
- Parque nacional del Carst eslovaco
- Parque nacional del Paraíso Eslovaco
- Parque nacional Tatra